# Bisdom Obala

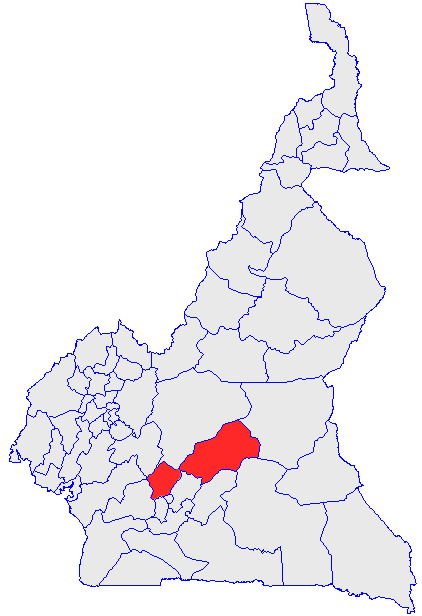
Het bisdom (rood) binnen Kameroen

Het bisdom Obala (Latijn: Dioecesis Obalana) is een rooms-katholiek bisdom in Kameroen. Het maakt samen met zes andere bisdommen deel uit van de kerkprovincie Yaoundé en is suffragaan aan het aartsbisdom Yaoundé. Het bisdom telt 525.000 katholieken (2019), wat zo'n 58,9% van de totale bevolking van 890.000 is. In 2019 bestond het bisdom uit 62 parochies. Het bisdom heeft een oppervlakte van 14.849 km² en omvat de departementen Lekié en Haute-Sanaga, beide in de regio Centre. De huidige bisschop van Obala is Sosthène Léopold Bayemi Matjei.  

## Geschiedenis
- 1987: Oprichting uit delen van het aartsbisdom Yaoundé

## Speciale kerken
De kathedraal van het bisdom Obala is de Cathédrale Saint-Joseph in Obala.

## Bisschoppen
- Jérôme Owono-Mimboe (1987–2009)
- Sosthène Léopold Bayemi Matjei (sinds 2009)